# Ślęża-Hütte
Die Ślęża-Hütte (polnisch Dom Turysty PTTK na Ślęży, deutsch Neue Baude) liegt auf einer Höhe von 718 m ü. NHN in Polen im Sudetenvorland, einem Gebirgszug der Sudeten, auf dem Ślęża.

## Geschichte
Ein erstes kleines Holzhaus samt Café wurde 1837 auf dem Berg errichtet, bekannt als „Mooshaus“ oder „Mooshütte“. Das Haus wurde nur im Sommer bewirtschaftet. In den Jahren 1851/1852 wurde eine größere Herberge aus Holz errichtet (später als „Alte Baude“ bekannt), die rund einhundert Jahre später abgerissen wurde. 
In den Jahren 1907/1908 wurde nach Entwürfen des Breslauer Architekten Karl Klimm und unter Schirmherrschaft des Zobtengebirgsvereins (ZGV) ein zweistöckiges Backsteinhaus mit Grundmauern errichtet, die „Neue Baude“. In der Neuen Baude befand sich ein größerer Saal, die „Zobtenklause“ mit reich verziertem Interieur, die heutige „Sala ZGV“. Teile des Interieurs sind erhalten. 
Die Ślęża-Hütte wird von dem Gebirgsverein PTTK betrieben. 

## Zugänge
Die Hütte ist vom Forsthaus Tąpadła oder dem Bahnhof der Stadt Sobótka über mehrere markierte Wanderwege (Aufstiegsdauer: rund 1,5 bis 2 Stunden) und mit dem Pkw erreichbar.

## Touren

### Gipfel
- Ślęża (718 m)